# Mollisia tenebrosa
Mollisia tenebrosa är en svampart som tillhör divisionen sporsäcksvampar, och som först beskrevs av Petter Adolf Karsten, och fick sitt nu gällande namn av John Axel Nannfeldt. Mollisia tenebrosa ingår i släktet Mollisia, och familjen Dermateaceae. Arten är reproducerande i Sverige.